# 影の軍団 服部半蔵
『影の軍団 服部半蔵』（かげのぐんだん はっとりはんぞう）は、1980年の日本映画。徳川治世に暗躍する忍者を描いた時代劇である。

## あらすじ
慶安4年（1651年）、徳川三代将軍家光の死去に伴い、家光の弟である会津藩主・保科正之が幼い世継ぎ・家綱の補佐役となった。これに対し、筆頭老中・松平伊豆守信綱は権力維持のための策略を練っており、そこには甲賀忍者の頭目・甲賀四郎兵衛の影があった。
一方、伊賀忍者の服部家には上下二家があり、上（かみ）の服部家は正体を隠して常に世人に交わり、下（しも）の服部家は草に生きて機に応じて現れる習わしだった。そして、上の半蔵は正之に接近することで服部家の「お家再興」を目論んでいたが、下の半蔵は大名屋敷を狙う盗賊の頭となっていた。対照的な2人の服部半蔵は、それぞれ別の理由から伊豆守の陰謀を阻もうと協力することになる。

## スタッフ
- 監督：工藤栄一
- 企画：翁長孝雄、日下部五朗、松平乗道
- 脚本：高田宏治、志村正浩、山田隆之
- 撮影：中島徹
- 照明：海地栄
- 録音：溝口正義
- 編集：市田勇
- 音楽：原田祐臣
- 美術：井川徳道（山下謙爾 ※クレジットなし[1]）
- 助監督：藤原敏之
- 記録：梅津泰子
- 装置：三浦公久
- 装飾：山田久司
- 背景：平松敬一郎
- スチール：中山健司
- 宣伝担当：佐々木嗣郎、丸国艦
- 衣装：岩逧保
- 美粧・結髪：東和美粧
- 演技事務：寺内文夫
- 擬斗：菅原俊夫
- 進行主任：山本吉応

特撮スタッフ
- 特撮監督：矢島信男
- 撮影：増田敏雄、（株）特撮研究所
- 操演：鈴木昶
- 美術：松原裕志

その他
- 協力：芸能山城組（ビクターレコード）、東映俳優センター

## 出演者
※キネマ旬報映画データベースより
- 渡瀬恒彦：下の服部半蔵
- 西郷輝彦：上の服部半蔵

- 森下愛子：千里（織江）
- 原田エミ：小萩（下の半蔵の妹）

- 三浦洋一：青山図書
- 中島ゆたか：お楽の方

- 橘麻紀：矢田局
- 奈三恭子：秋野
- 本間優二：小六
- 蟹江敬三：一飛

- 戸井十月：三々助
- 李一龍：水口鬼三太
- 鳥巣哲生：九十九
- 藤田渓：栃丸
- きくち英一：仁平

- 大矢敬典：四々戸
- 松林龍蔵：大伍
- 志茂山高也：流七
- 酒井努：闇八
- 細川純一：蛭巻玄十郎
- 笹木俊志：石川美作

- 木村夏江：内田局
- 仁和令子：綾乃
- 柳川恵美：浦路
- 前島幹生：堅田五郎九
- 赤羽根明：草間蔵人
- 上田孝則：徳川家綱

- 白井滋郎：中村刑部
- 峰蘭太郎：高山源之進
- 藤沢徹夫：戸沢帯刀
- 丸山俊也：
- 小峰隆司：大岡源左衛門
- タンクロー：商人B
- 勝野賢三：金井半兵衛

- 宮城幸生：老武士
- 島田秀雄：茶坊主
- 木谷邦臣：目付A
- 森源太郎：町の役人
- 村居京之輔：相州屋
- 大江光子：大奥の老女
- 道井和仁：

- 唐沢民賢：黒井左衛門
- 高並功：兵藤平左衛門
- 鈴木康弘：奈良屋
- 国一太郎：商人A
- 五十嵐義弘：朽木民部正
- 有川正治：横川左衛門

- 林彰太郎：紀州頼宣
- 岩尾正隆：丸橋忠弥
- 丘路千：井伊掃部頭
- 田畑猛雄：永井信濃守
- 河合絃司：堀田加賀守盛綱
- 中村錦司：酒井讃岐守

- 成田三樹夫：松平伊豆守信綱
- 金子信雄：水戸光圀
- 仲谷昇：内藤山城守
- 藤田まこと：先代上の半蔵

- 山村聡：保科正之

- 緒形拳：甲賀四郎兵衛

特技JAC
- 崎津均
- 竹下誠治
- 藤川聡
- 吉田昌雄
- 黒崎誠輝

## 製作
1978年の『柳生一族の陰謀』は映画公開後にテレビドラマが放送され、本作も同様に連動予定であった。田中角栄が率いる“鉄の田中軍団”をヒントに、陰で策謀を張り巡らせながら時代を動かす忍者軍団の物語にしようと、東映京都撮影所の製作部長である翁長孝雄が企画した。
キャスティングは千葉真一が服部半蔵役で主演し、脚本も高田宏治がそのような内容にしていた。しかし監督の工藤栄一は思いつきで「二人半蔵」という設定を加え、高田の脚本を変えてしまう。これに千葉が納得せず、プロデューサーの日下部五朗が間に入るものの、本作から降板してしまった。
工藤は伊賀と甲賀の忍者軍団が戦闘するシーンでも「アメリカンフットボールを取り入れた殺陣にする」とし、殺陣師の菅原俊夫に「アメフトを勉強しておいてくれ」と指示していた。菅原はアメフトを取り入れた殺陣には、工藤が何らかのアイデアを想定していると思っていたが、工藤の演出はアメフトの試合そのままを伊賀と甲賀に行わせただけであった。
テレビ時代劇のヒットメーカーとして東映京都に凱旋してきた工藤によるアイデア乱発の変更は、「本作の躓きとなり、二人半蔵もアメフトも劇中で何の効果をもたらすことはなかった」と、時代劇研究家の春日太一は評している。